# Parcoblatta caudelli
Parcoblatta caudelli je druh švába z čeledi Ectobiidae přirozeně se vyskytující ve Spojených státech amerických. Jako první tento druh v roce 1917 popsal americký entomolog Morgan Hebard.

## Popis
Samečci tohoto druhu mají bledě jílovitě žlutou hlavu, spodní stranu těla a nohy. Tegmina jsou plně vyvinuta a jsou o něco širší než pronotum. Mají dlouhé, tenké štěty (cerci). Popis druhu podle Freda A. Lawsona z roku 1967 uvádí, že samice jsou plně okřídlené, což by byla mezi druhy Parcoblatta v USA rarita. Studie z roku 2003 na základě exempláře uloveného v Severní Karolíně uvádí, že jsou samičky nelétavé. Délka těla u samců je 12,2 až 16 mm a u samiček 10,7 až 12,3 mm.

## Rozšíření a habitat
Tento druh švába žije v Arkansasu, v District of Columbia, Indianě, Mississippi, Severní Karolíně, Texasu a ve Virginii. Běžně se vyskytuje v zalesněných oblastech.